# Dichromodes mesondonta
Dichromodes mesondonta là một loài bướm đêm trong họ Geometridae.